# Meger
Meger is een bestuurslaag in het regentschap Klaten van de provincie Midden-Java, Indonesië. Meger telt 2604 inwoners (volkstelling 2010).